# Kostomlaty pod Řípem
Kostomlaty pod Řípem è un comune della Repubblica Ceca facente parte del distretto di Litoměřice, nella regione di Ústí nad Labem.